# Harald Bauer
Harald Bauer (29. července 1901, Adamov – 1. srpna 1990, Vídeň) byl architekt, interiérový architekt a designér. Ve svých projektech využíval romantizující formy a principy nové věcnosti.

## Životopis
Narodil se v rodině slavného architekta Leopolda Bauera (1872 – 1938) a jeho druhé ženy Stephanie. Po absolvování průmyslové školy ve Vídni (1921) byl praktikantem u stavebních firem ve Vídni a Klagenfurtu. V období 1926 – 1928 studoval na Akademii výtvarných umění ve Vídni u Clemense Holzmeistera a současně pracoval v otcově ateliéru. Po ukončení studií v roce 1928 pracoval v Opavě jako stavbyvedoucí, později jako architekt, v roce 1931 založil vlastní kancelář. Od roku 1938 do 1939 působil ve Vídni. V období 2. světové války jako technik sloužil u Luftwaffe. V letech 1945–1952 byl vedoucím projekce ateliéru Karel Kupsky ve Vídni. Od roku 1952 byl samostatným architektem ve Vídni.
Harald Bauer zemřel ve Vídni a je pohřben na vídeňském hřbitově (Wien-Baumgarten).

## Realizace
- 1931–1932 Obytný dům Erika a Fritze Käuflerových, Dolní schody 8, Opava, jednopatrový dům s tříosým průčelím[2]
- 1935–1936 Nájemní dům s obchodem v přízemí pro rodinu Teitelbaumových, Horní náměstí 61, Opava[4]
- 1927–1929 obchodní dům Breda-Weinstein (přestavba spolu s otcem), Opava[2]
- 1934–1935 Vila Arthura Goldbergera, Pivovarská 16, Krnov[1]
- 1945–1952 sídliště v Linci
- 1945–1952 modlitebna adventistů ve Vídni
- 1952–1956 přehrada a elektrárna v Kaprunu,
- 1963–1968 vodní elektrárna Wallsee-Mitterkirchen

### Interiéry
zdroj
- 1931 byt Dr. Bricka, Opava změny v bytovém zařízení
- 1933 apartmán Dr Brunnera, Opava, nábytek
- 1933–1936 byt bankéře Hanse Gesslera, Opava, zařízení bytu, provedení nábytku
- 1934 Obchodní dům Breda&Weinstein, Opava, gumové koberce
- 1934–1935 kavárna, Lázně Jeseník, interiér
- 1935–1937 byt Dr. Schnabel, Krnov, návrhy nábytku
- 1937–1938 módní studio Ada Kolb-Řehulka, Opava, provedení nábytku
- 1938 Preissnitzovo sanatorium Jeseník, elektrická průmyslová kuchyně